# Dorsa Catone
Dorsa Catone (Cato in latino) è un sistema di creste lunari intitolato all'uomo politico e scrittore latino romano Marco Porcio Catone nel 1976. Ha una lunghezza di circa 140 km.